# فال ليمان
فال ليمان (بالإنجليزية: Val Lehman)‏ هي ممثلة أسترالية، ولدت في 15 مارس 1943 في برث في أستراليا.

## وصلات خارجية
- فال ليمان على موقع IMDb (الإنجليزية)
- فال ليمان على موقع أول موفي (الإنجليزية)
- فال ليمان على موقع قاعدة بيانات الفيلم (الإنجليزية)